# Cazeneuve-Montaut
Cazeneuve-Montaut là một xã thuộc tỉnh Haute-Garonne trong vùng Occitanie ở tây nam nước Pháp. Xã nằm ở khu vực có độ cao trung bình 365 mét trên mực nước biển.